# Crepidotus boninensis
Crepidotus boninensis är en svampart som först beskrevs av Hongo, och fick sitt nu gällande namn av E. Horak & Desjardin 2004. Crepidotus boninensis ingår i släktet rödmusslingar och familjen Inocybaceae.   Inga underarter finns listade i Catalogue of Life.